# Calrin Curtis
Pour les articles homonymes, voir Curtis.
Calrin Curtis, né en 1993, est un grimpeur sud-africain.

## Biographie
Calrin Curtis remporte la médaille d'argent en combiné aux Championnats d'Afrique d'escalade 2020 au Cap.

## Palmarès

### Championnats d'Afrique
- 2020 au Cap,  Afrique du Sud
  -  Médaille de bronze en combiné